# Allium caroli-henrici
Allium caroli-henrici là một loài thực vật có hoa trong họ Amaryllidaceae. Loài này được Wendelbo mô tả khoa học đầu tiên năm 1968.